# 京華春夢
《京華春夢》（英語：Yesterday's Glitter）是香港電視廣播有限公司拍攝製作的清末民初劇集，於1980年5月26日期間首播，原定20集，後因播出時觀眾反映強烈增至25集，由劉松仁、汪明荃、鄧碧雲、譚炳文、鮑方及韓馬利領銜主演，監製王天林，宣傳片（汪明荃主唱同名主題曲《京華春夢》的音樂影片）外景拍攝場地為景賢里。主題曲及多首插曲由顧嘉煇作曲，主題曲由鄧偉雄填詞，插曲則由黃霑填詞，汪明荃主唱。

## 创作沿革
此劇改編自張恨水小說《金粉世家》，故事講述金鵬是民國時期的北洋政府總理，以《詩禮傳家》為傲。不過，其實金家已經是金玉其外，敗絮其中。金家的四位公子除了最小的兒子金振西以外，其餘的三人各有不良嗜好。這一版的人物姓名都與小說裡的有出入，疑為版權原因。
此劇是第一部能夠進入中國內地播放的民初背景香港電視劇，深刻的故事與人物角色均令人難忘，亦令汪明荃成為第一個內地產品廣告代言人（非內地藝人），同名的電視劇主題曲是第一張引進到內地的原聲唱片，銷量達到100萬份。
坊間有指《京華春夢》當時曾於景賢里取景之後。但根據當年負責為該劇拍攝宣傳影片的無綫電視監製的潘嘉德在電台訪問中指出，製作組人員只在製作《京華春夢》宣傳片時在該處取景而已。劇中沒有一個場景來自景賢里。

## 演員表
金家（第16集分家）
| 演員   | 角色       | 關係／暱稱 |
| 鮑 方  | 金 鵬      | 字子恒 金家老爺，國務總理 第15集突中風病逝 |
| 鄧碧雲 | 金老太     | 具威嚴的慈祥母親，金老爺死後獨自一人撐起整個家，心身交瘁。 金家分家後與鳳姨及家慧搬上西山長住                                                                                           |
| 佩 雲  | 二姨太鳳姨 | 為人心地善良，非常尊敬金老太 金露絲的生母，在金家並無實際地位。 金家分家後與金老太及金家慧搬上西山長住                                                                                  |
| 上官玉 | 三姨太翠姨 | 深得老爺歡心，老爺死後得知將不會分到任何好處，與金家眾人撕破臉並趁乱席捲而逃（第18集）                                                                                                  |
| 譚炳文 | 金振東     | 金家大少爺，好色好賭，在外包二奶，並常滋擾其丫環可兒 金家淪落後還是不知悔改，見錢眼開六親不認，第24集為了還賭債，想領通緝獎金而出卖其弟金振西，後被高利貸私吞而令打手將其打死           |
| 程可為 | 高佩賢     | 金家大少奶，大戶出身，精打細算，且深愛丈夫。金家敗落後仍然對其不離不棄，待可兒如同親妹 第6集知道可兒快被振東娶為妾後，為了自己利益，鼓勵可兒跟心愛之人江學舟私奔                        |
| 江 毅  | 金振南     | 金家二少爺，身體弱，自幼吸鴉片煙 第19集為了戒大煙而患上肺病死亡 |
| 蘇杏璇 | 江慧文     | 金家二少奶，知識份子。與終日鴉片不離手的丈夫並無太深感情，將時間精力都放在提昌婦女於社會地位的活動                                                                                      |
| 杜 平  | 金振中     | 金家三少爺，遊手好閒，典型富家公子。後期重遇同樣落魄的七弟振西收留並給予其極大幫助。 |
| 黃文慧 | 方美芬     | 金家三少奶，洪麗珠之表姐，愛說事非，唯恐天下不亂。本一心搓合表妹麗珠與振西，無奈振西鐘情於賀燕秋，因此視燕秋為眼中釘，處處刁難。 金家分家後，即刻嫌棄丈夫，攜帶丈夫剩餘家產與戲子私奔。 |
| 陳嘉儀 | 金家慧     | 金家四小姐，已嫁作人婦，隨丈夫遠赴日本，奈何丈夫搞婚外情，傷心欲絕返回金家 |
| 梁碧玲 | 金家敏     | 金家五小姐 金家分家後與金家美及金露絲到外國留學 |
| 鄭麗芳 | 金家美     | 金家六小姐 金家分家後與金家敏及金露絲到外國留學 |
| 劉松仁 | 金振西     | 金家七少爺 英俊瀟洒，風度翩翩的公子哥兒。被洪麗珠陷害 第22集錯手殺害洪麗珠而成為通緝犯 第25集與賀燕秋及兒子重逢後病逝                                                                   |
| 汪明荃 | 賀燕秋     | 愛國學生，與金振西相戀而成為金家七少奶 得知金振西與洪麗珠有私情後，對振西死心 第6集懷孕 第8集與金振西結婚 第25集原諒金振西                                                              |
| 陳復生 | 金露絲     | 金家八小姐 鳳姨之女 金家分家後與金家美及金家敏到外國留學 |
| 馮志豐 | 維 維      | 金振西與賀燕秋的兒子 |
| 黃光益 |            | 金振東與二奶小雲的兒子，金家淪落後小雲拋棄振東，由振東原配（高佩賢）養大。 |
| 廖偉雄 | 金 福      | 自小服侍金振西的忠心僕人、因為冒認金振西坐監而被判入獄三個月 |
| 何壁堅 | 金 壽      | 打雜老僕人 |
| 倫志文 | 可 兒      | 高佩賢的陪嫁丫環，後經高佩賢鼓勵，決定與江學舟私奔結婚 常被金振東性騷擾 金家落難後，救濟金家                                                                                            |
| 莊文清 | 阿 娟      | 丫環 |
| 蕭少玲 | 春 花      | 丫環 |
| 梅 蘭  | 陳二姐     | 管家 |
| 葉萍   | 蔣媽       | 管家 |
|        | 秋 香      | 方美芬的陪嫁丫環，心地善良，得知黃美芬欲與高佩賢對付剛入門的賀燕秋，急忙警告賀燕秋 |
| 馮耀宗 | 司 機      | |
| 孫季卿 | 書 記      | 金總理的助理 |
| 周聰   | 柴二叔     | 金家帳房掌管 |
| 赵仕齊 | 金昇       | |

賀家
| 演員   | 角色   | 關係／暱稱                                           |
| 南 紅  | 賀夫人 | 賀燕秋之母                                           |
| 陳有后 | 王守齋 | 賀燕秋之舅舅，衙門小書記，略懂詩句，但嗜酒而酒後失禮 |
| 梁 愛  | 丁 媽  | 賀家之忠心僕人                                       |
| 張 生  | 丁有財 | 賀家之忠心打雜                                       |
| 謝虹   | 賀老師 | 賀燕秋之二叔，曾為老師，但染重病後去世               |

洪家
| 演員   | 角色   | 關係／暱稱 |
| 林偉圖 | 洪起業 | 師長，洪麗珠的兄長 |
| 劉天蘭 | 洪太太 | |
| 韓馬利 | 洪麗珠 | 洪起業的妹妹，刁蠻任性 金家三少奶的表妹 喜歡金振西，最後因愛成恨 挑撥離間振西與燕秋 終與振西反臉，惱怒成羞拿起剪刀想殺振西，後被振西在反抗中錯手殺害 |

### 其他演員
- 湯鎮業 飾 江學舟（金振西的同學兼好友，後為可兒丈夫）
- 苗僑偉 飾 學　生（金振西的同學）
- 梁小玲 飾 小　雲（歡場女子，金振東的二奶，與其育有一子）
- 陳伯祥 飾 方幼春
- 鄭孟霞 飾 洪家工人
- 楊仲恩 飾 洪起業手下
- 魯振順 飾 洪起業手下
- 蘇平波 飾 洪起業手下
- 徐桂香 飾 花玉仙
- 夏萍 飾 玉仙母親
- 羅國維 飾 趙寶琦
- 郭　峰 飾 銀行家
- 周　吉 飾 道　士
- 李青山 飾 學　生
- 談泉慶 飾 局長 （王守齋嘅上司）
- 甘露   飾 劉媽 （七少結婚嘅大妗）
- 王炳麟 飾 報館記者
- 陳立品 飾 接生婆
- 黎永強 飾 銀行封屋代表
- 李成昌 飾 趙家佣人
- 關海山 飾 高總理
- 曹濟   飾 村民
- 林玉麟  飾 武官
- 石少麟  飾 荷官
- 焦雄    飾 馬大爺 （地下賭場老闆兼高利貸）
- 梁少秋  飾 馬大爺打手
- 黎劍雄  飾 馬大爺打手

## 重播
此劇曾於1984年1月中午,1987年9月深夜, 1991年12月下午, 1997年6月至7月下午及2001年5月至6月，逢星期一至五早上10:40-11:40在無綫電視翡翠台重播。

## 劇集歌曲
主題曲《京華春夢》
- 作曲：顧嘉輝
- 填詞：鄧偉雄
- 主唱：汪明荃

插曲《撲蝶》
- 作曲：顧嘉輝
- 填詞：黃霑
- 主唱：汪明荃

插曲《今生不負愛》
- 作曲：顧嘉輝
- 填詞：黃霑
- 主唱：汪明荃

插曲《愛你一生一世》
- 作曲：顧嘉輝
- 填詞：黃霑
- 主唱：汪明荃